# Tanja Grmovšek
Tanja Grmovšek, slovenska alpinistka, * 18. april 1976
S plezanjem pričela leta 1993, status alpinista ima od leta 1997. Tanja je kategorizirana športnica pri OKS mednarodnega razreda. Z alpinizmom se ukvarja tudi mož Andrej Grmovšek.
Tanja je tudi prva slovenska arboristka z opravljenim mednarodnim strokovnim izpitom, ISA Certified Arborist,licenca ML-0333A (veljavnost licence 2008–2017; podaljševanje licence na vsaka 3 leta) in ima podjetje Arborist s.p..
Njene najpomembnejše strokovne reference so:
- prvi slovenski arborist z opravljenim mednarodnim strokovnim izpitom, ISA Certified Arborist,licenca ML-0333A (veljavnost licence 2008-2011-2014-2017; podaljševanje licence na vsaka 3 leta)
- v letu 2010 prejemnica prestižne mednarodne strokovne nagrade »True Proffesional of Arboriculture«(ISA)
- udeležba na mednarodnih arborističnih konferencah: Denver, ZDA 2007 (RMC ISA); Torino, ITA 2008 (EAC, ISA); Chicago, ZDA 2010 (ISA); Baden - Dunaj 2011 (ISA AT); Portland, ZDA 2012 (ISA), Rovinj, HR 2013 (HAD), Baden - Dunaj 2013 (ISA AT), Torino, ITA 2014 (ISA)
- ogled tekmovanj za drevesne plezalce Torino (evropsko prvenstvo, 2008), Praga (evropsko prvenstvo, 2009), Chicago (svetovno prvenstvo, 2010), Dunaj (evropsko prvenstvo, 2011), Portland (svetovno prvenstvo, 2012)
- predavateljica na strokovnem posvetu, Hortikultura – možnosti, priložnosti, prenos dobre prakse; tema predavanja: Arboristika. Primeri dobre in slabe prakse (Višja strokovna šola za Hortikulturo in vizualne umetnosti Celje, 2009; predavateljica na strokovnem srečanju naročnikov in izvajalcev zimskega vzdrževanja cest; tema predavanja: Vpliv soli za posipanje cestišč na drevesa, Bled 2011; predavateljica na delavnici Ljubljana MONS 2012 "Drevesa v urbanem okolju kot premoženje občin"; predavateljica na izobraževanju BC Naklo 2013 "Usposabljanje iz arboristike skozi slovensko prakso"
- članica strokovne delovne skupine za prevod DIN standardov (SIST DIN 18915, SIST DIN 18916, SIST DIN 18917, SIST DIN 18919 in SIST DIN 18920), strokoven pregled s podanimi smernicami za "standardiziran popis za zelene površine"
- članica Mednarodne zveze arboristov (ISA), Mednarodne zveze mestnih arboristov (SMA), Arborističnega društva Slovenije (ADS), ISA Chapter Austria (ISA AT)
- članica odbora v Mednarodni arboristični zvezi Conference and Events Comittee, ISA CEC mandat 2011-2014

## Pomembnejši vzponi in odprave

#### 2004
- 1. mesto SLO pokal v lednem plezanju, težavnost in hitrost
- Francoska smer (Couzyeva), Zahodna Cina, 7,A2 (8b), 500m
- Anouk, Petites Jorasses, 6b, A0, 750m
- Big wall speed climbing, Paklenica, 2. mesto, ženske, Tanja Grmovšek - Alenka Lukić
- Smer Norcev, Šite, VI+/A2 (8a), 350m
- Skotonata Galaktika, Cima Scotoni, 7a,A0 450m

#### 2003
- odprava Ljudska republika Kitajska – Sečuan
- Don't fly away, Tan Shan, 4952 m, VIII/VIII+ obv., 540m, prvenstvena smer, 1. pristop na vrh gore
- Dalai Lama, Putala Shan, 5428 m, VIII-, 1300m, prvenstvena smer, 1. pristop na vrh gore
- 1.mesto SLO pokal v lednem plezanju, težavnost, 2.mesto hitrost
- Schwabenschwantz, Marmolada, VI, 800m, Ž naveza
- Big wall speed climbing, Paklenica, 2. mesto, ženske, Tanja Grmovšek -Alenka Lukić

#### 2002
- odprava ZDA - Mehika
- La Conjura de los Necios, El Gigante, Mehika, 6b+ Ao (7b+), 1000 m, 1. ponovitev
- Moonlight buttres, Zion, 5.10a C1 (5.12.a), 300 m
- Rumeni raz, Mala Cina, VI+, 300m, prosto, Ž naveza
- Pia, Guisela, Dolomiti, VI+, 250m, na pogled, Ž naveza
- American Direct, Petit Dru, 6b Ao (6c), 1300 m, v 1. dnevu
- Orttovalante, Torre Brunico, 6b+ Ao (7a+), 400 m
- Don Quihot, Marmolada, VI+, 950 m, prosto, Ž naveza

#### 2001
- odprava Peru
- Bela grapa, Planjava, IV, 80°/60°, 1000m, zimska smer
- Vallunaraju, Peru, 5680m
- Route '85, La Esfinge, 5325m, Peru, 6b+ Ao (7a), 800m
- Meche taq inti, La Esfinge, 6c A2+(7b), 800 m, prvenstvena smer
- Cruz del sur, La Esfinge, 7a+ Ao (7b), 800 m, kot druga
- Skuta, Freestyler, 6b Ao (7a), 250m

#### 2000
- odprava Norveška
- Šubara direkt, Paklenica, 7+/8-, 300m, prosto!
- Jugoslovanska smer, Hornaksla, Norveška, VII+, 400m, prosto
- Sydpilaren, Mongejura, Norveška, VII, 1150m, na pogled
- Vestpilaren, Presten, Norveška, VII-, 450m, na pogled
- Korstoget-Reisen, Presten, Norveška, VIII-, 480m, prosto, 1×Ao
- Hoka hey, Kjerag, Norveška, VII+ Ao (VIII), 800 m (od 950 m)
- Meč, Mali Koritniški Mangart, VI+, 800m, na pogled
- Internacionalna, Osp, 8, 110m, prosto

#### 1999
- odprava ZDA - Mehika
- Infinito, Anića kuk, 6b Ao (7a), 350m, 1. ŽP, Ž naveza
- Klin, Anića kuk, 8 -, 350m, prosto, najtežji R v vodstvu
- Sulica, Anića kuk, 8 -, 350m, prosto, kot druga
- Rumeni raz, Mala cina, Dolomiti, 6+, 350m, na pogled, Ž naveza
- South face, Washington Column, ZDA, 5.9 A2, Ž naveza, dva dni
- East butress, El Capitan, ZDA, 5.8 A1, 550m, Ž naveza
- The Nose, El Capitan, 5.8 C2, 1100m, 1. SLO ponovitev ženske naveze, pet dni
- El Sendero Diablo, El potrero Chico, Mehika, 5.11, 250m, prosto
- El Sendero Luminoso, El Toro, Mehika, 5.12a Ao (5,12d), 550m
- športno plezanje: 7b z rdečo piko

#### 1998
- Stara, Osp, 5+ A1, 130m, Ž naveza
- A tout cceur, Verdon, 6b+, 200m, na pogled, Ž naveza
- Tik pred dvanajsto, Vežica, 7, 200m, na pogled
- Funkcija,Anića kuk,8 Ao,vse prosto razen najtežjega raztežaja
- Ljubljanska, Anića kuk, 6+, 250m, na pogled, najtežji R v vodstvu
- Forma viva, Anića kuk, 7 -, 300m, prosto
- Helba, Triglav, 7+, 1000m, na pogled, najtežji R v vodstvu
- JLA, Šite, 7 -, 300m, na pogled
- Das ist nicht kar tako, Šite, VIII Ao (XI-), 450m
- športno plezanje: 7a+ z rdečo piko, 6c na pogled

#### 1997
- The west butress, Eldorado, ZDA, 5.10b/c, 200m, prosto
- Velebitaška, Anića kuk, 7 -, 350m, na pogled
- Pfeilerkante, Tofana di Rozes, Dolomiti, 6 -, 400m, na pogled
- Finlandia, Cinque torri, Dolomiti, 7, 200m, prosto, kot druga
- Kača, Anića kuk, 6+ / 5-6, 350m, na pogled
- SV raz, Jalovec, VI, 400m, na pogled, Ž naveza
- Direktna, Štajerska rinka, VI, 600m, na pogled, Ž naveza
- športno plezanje: 6c+ z rdečo piko

#### 1996
- Rupert, Eldorado canyon, Colorado, ZDA, 5.8, 400m, prosto

#### 1995
- Via classica, Tofana di Rozes, Dolomiti, V+ / IV, 1200 m, prosto

#### 1993
- Igličeva smer, Mala rinka, V-, prva smer